# Nitrické vrchy
Nitrické vrchy este o arie protejată (arie specială de conservare — SAC, sit de importanță comunitară — SCI) din Slovacia întinsă pe o suprafață de 1.220,55 ha, integral pe uscat.

## Localizare
Centrul sitului Nitrické vrchy este situat la coordonatele 48°40′34″N 18°27′02″E / 48.676186°N 18.450553°E.

## Înființare
Situl Nitrické vrchy a fost declarat sit de importanță comunitară în septembrie 2015 pentru a proteja 2 specii de plante și 3 specii de animale. Situl a fost protejat și ca arie specială de conservare în octombrie 2017.

## Biodiversitate
Situată în ecoregiunea alpină, aria protejată conține 10 habitate naturale: Tufărișuri subcontinentale peripanonice, Pajiști panonice carstice (Stipo-Festucetalia pallentis), Păduri panonice cu Quercus pubescens, Păduri pe pante, grohotișuri și ravene de Tilio-Acerion, Păduri de fag din Europa Centrală dezvoltate pe sol calcaros cu Cephalanthero-Fagion, Păduri de fag Asperulo-Fagetum, Fânețe de joasă altitudine (Alopecurus pratensis, Sanguisorba officinalis), Pajiști carstice calcaroase sau bazofile, de Alysso-Sedion albi, Grohotișuri medio-europene calcaroase, de la nivel colinar și montan, Pajiști uscate seminaturale și facies de acoperire cu tufișuri pe substraturi calcaroase (Festuco-Brometalia) (* situri importante pentru orhidee).
La baza desemnării sitului se află mai multe specii protejate:
- plante (2): Himantoglossum adriaticum, sisinei (Pulsatilla grandis)
- amfibieni (1): izvoraș-cu-burta-galbenă (Bombina variegata)
- nevertebrate (2): rădașcă (Lucanus cervus), Stenobothrus eurasius